# 薩布里納嶺
80°9′S 156°20′E / 80.150°S 156.333°E
薩布里納嶺（英語：Sabrina Ridge）是南極洲的山嶺，位於奧次地，處於德里克峰以南8公里，屬於不列顛嶺的一部分，由新西蘭地質學家命名，現時由南極條約體系管理。